# Молодіжна збірна Фінляндії з футболу
Молодіжна збірна Фінляндії з футболу (фін. Suomen alle 21-vuotiaiden jalkapallomaajoukkue, швед. Finlands U21-herrlandslag i fotboll) — національна футбольна команда Фінляндії гравців віком до 21 року, якою керує Футбольна асоціація Фінляндії і представляє країну на міжнародному рівні.

## Збірна до 23 років (1972 - 1976)
- 1972 — 3 місце в групі
- 1974 — 2 місце в групі
- 1976 — 3 місце в групі

## Виступи начемпіонатах Європи U-21
| Рік   | Підсумок                |
| ----- | ----------------------- |
| 1978  | Не пройшла кваліфікацію |
| 1980  | Не пройшла кваліфікацію |
| 1982  | Не пройшла кваліфікацію |
| 1984  | Не пройшла кваліфікацію |
| 1986  | Не пройшла кваліфікацію |
| 1988  | Не пройшла кваліфікацію |
| 1990  | Не пройшла кваліфікацію |
| 1992  | Не пройшла кваліфікацію |
| 1994  | Не пройшла кваліфікацію |
| 1996  | Не пройшла кваліфікацію |
| 1998  | Не пройшла кваліфікацію |
| 2000  | Не пройшла кваліфікацію |
| 2002  | Не пройшла кваліфікацію |
| 2004  | Не пройшла кваліфікацію |
| 2006  | Не пройшла кваліфікацію |
| 2007  | Не пройшла кваліфікацію |
| 2009  | 8 місце                 |
| 2011  | Не пройшла кваліфікацію |
| 2013  | Не пройшла кваліфікацію |
| 2015' | Не пройшла кваліфікацію |
| 2017  | Не пройшла кваліфікацію |
| 2019  | Не пройшла кваліфікацію |
| 2021  | Не пройшла кваліфікацію |
| 2023  | Не пройшла кваліфікацію |
| 2025  | Груповий етап           |